# ミルズ・ムリアイナ
ミルズ・ムリアイナ（Junior Malili Muliaina 1980年7月31日 - ）は、サモア出身のラグビーユニオン選手。ポジションはフルバック、センター、ウィング。

## 人物
1980年7月31日、西サモア(現在の国名はサモア)、サレレジで生まれる。

身長184cm、体重92kg。

愛称は「Mils」。

## キャリア
2歳のときに、家族が、ニュージーランド南島のインバーカーギルに移住、サウスランド州年代別代表に選ばれ、サウスランド・ボーイズ・ハイスクールに入学、1998年に現オールブラックスヘッドコーチのグラハム・ヘンリーが当時ラグビーチームのコーチを務めていたオークランドのケルストン・ボーイズ・ハイスクールに奨学生として編入する。同年、ニュージーランドラグビー高校代表に選出される。
1999年、19歳以下代表に選出、19歳以下ワールドチャンピオンシップ(IRB Under 19 World Championship)で優勝、同年、ニュージーランドラグビー協会主催ラグビーアカデミーに選ばれ、セブンス代表にも選出される。ニュージーランド州代表選手権(現ITM CUP)のオークランド州代表チームに入り、ノースハーバー戦でデビュー。
2000年、21歳以下代表に選出、21歳以下ワールドチャンピオンシップ(IRB Under 21 World Championship)で優勝、同年、ニュージーランドＡ代表に選出される。2001年、21歳以下ワールドチャンピオンシップで2年連続優勝。同年、スーパー12(現スーパーラグビー)のブルースに入り、ハイランダーズ戦でデビュー。2002年、マンチェスターで開催されたコモンウェルスゲームズのセブンスラグビー競技ニュージーランド代表に選出される。
2003年、オールブラックスに選出、6月14日のイングランド戦で代表デビュー。
2006年、ブルースからチーフスへ、オークランド州代表からワイカト州代表へ移籍する。
2010年、それまでショーン・フィッツパトリックが持っていたオールブラックス最多キャップ数(92キャップ)の記録を上回る93キャップ達成(同じ試合でリッチー・マコウも93キャップ達成)。
2011年、スーパーラグビー通算100試合出場達成。ワールドカップ終了後にトップリーグのNTTドコモレッドハリケーンズに移籍。
2013年、NTTドコモを退団してチーフスヘ復帰した。

## リンク
- Chiefs Profile
- All Blacks ID=1032